# Casa Joan Rull
La casa Joan Rull és un edifici situat al carrer dels Còdols, 13 de Barcelona. Com que no està catalogat, li correspon la categoria D (bé d'interès documental), atorgada per defecte a tots els edificis del districte de Ciutat Vella.

## Història
El 1795, el fabricant d'indianes Joan Rull i Arnabach va adquirir, a través del seu amic el mestre de cases Joan Oliver, una propietat als carrers dels Còdols, just al davant de la seva casa-fàbrica, al pagès Josep Bosch i la seva dona Teresa Robert. El 1805, va demanar permís per a construir-hi un edifici de planta baixa i tres pisos segons el projecte del mestre de cases Anton Vallescà.

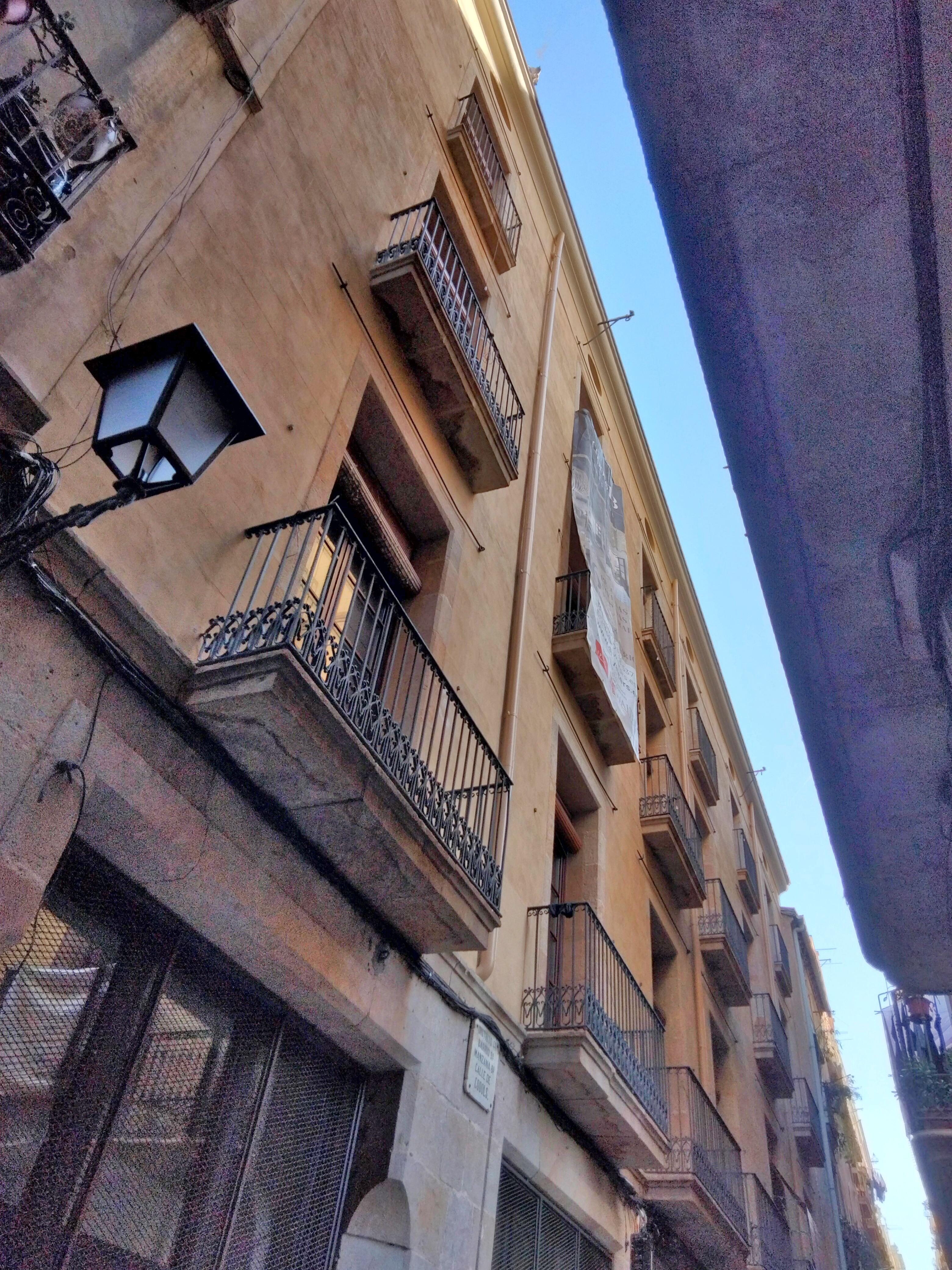
Detall de la façana

El 1828, el seu fill Joan Rull i Camarasa, ofegat pels deutes, va vendre la propietat a Joan Pintó, cavaller del Orde d'Isabel la Catòlica i resident a Sitges, per 26.000 lliures.
A mitjans del segle xix s'hi va instal·lar el despatx i magatzem de la societat Güell, Ramis i Cia, fundada el 1848. Posteriorment, hi hagué la drogueria de Massó, Font i Cia.
Recentment, l'edifici, després d'haver estat buidat de veïns per mitjà d'assetjament immobiliari, ha estat rehabilitat per a apartaments de luxe.

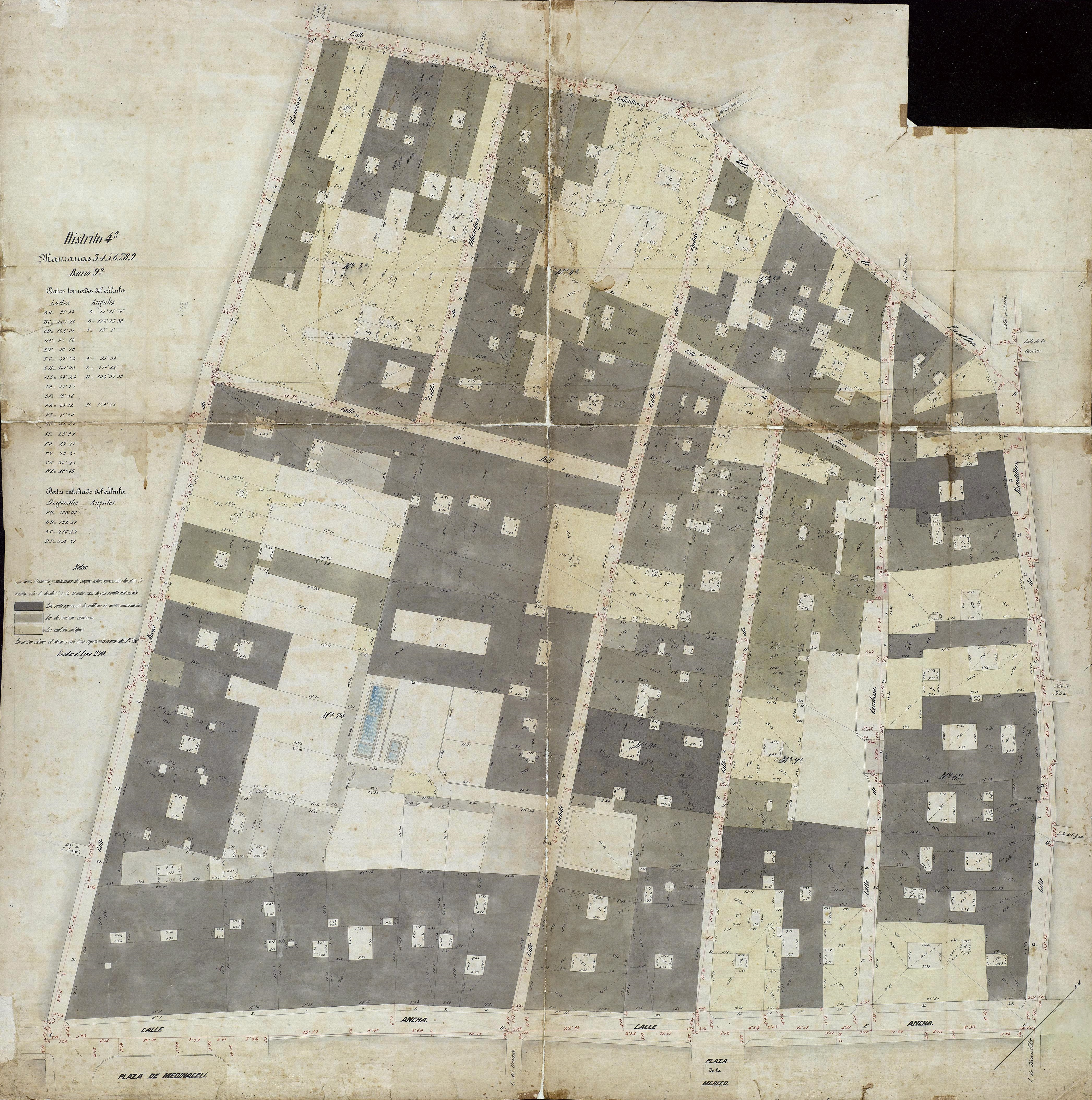
Quarteró núm. 113 de Garriga i Roca (c. 1860)